# ひげとたんぽぽ
「ひげとたんぽぽ」は、1969年4月14日から1969年8月11日まで日本テレビ系で放映されたテレビドラマ。

## 概要
ひげの頑固おやじと老妻を中心に四男二女、嫁が二人、孫二人の奥山家が舞台となり子供達が次々に独立し、手元から去って行くのを見つめる老夫婦の哀愁が描かれた明朗ホームドラマ。

放送開始時の新聞の番組紹介には「おひげのガンコなおやじさんと大空に舞うたんぽぽのような子どもたちをえがくホームドラマ。笑わせます!泣かせます!」とある。全18話。

## スタッフ
- 制作：日本テレビ、松竹株式会社
- 監督：久松静児
- 企画：佐々木孟、安田暉
- プロデューサー：楢部由紀夫、山口剛
- 原作：松山善三
- 脚本：西沢裕子
- 音楽：崎出伍一
- 撮影：平瀬静雄
- 助監督：岩城其美夫 他
- 制作主任：人見治雄
- 現像：東洋現像所
- 主題歌：「ひげとたんぽぽ」
  - 作詞：ひろまなみ
  - 作曲：崎出伍一
  - 唄：加藤登紀子

## 出演
- 奥山浩蔵：松村達雄
- 奥山まき：沢村貞子
- 奥山コウイチ（長男）：佐竹明夫
- 奥山ミチコ（長男の妻）：谷口香
- 奥山ジロウ（次男）：御木本伸介
- 奥山サトコ（次男の妻）：藤田佳子
- 奥山ナツコ（長女）：白川由美
- 奥山サブロウ （三男）：山内賢
- 奥山アキコ（次女）：東山明美
- 奥山シロウ（四男）：市川好朗
- コウサカ ノリコ：珠めぐみ
- （ノリコの叔母）：三崎千恵子
- （ノリコの叔父）：江戸屋猫八
- ヘレン・ミラー（ジョージの姉)：イーデス・ハンソン
- ジョージ・ミラー：ケン・デビッドソン
- 松田：川津祐介